# Ammophila pilimarginata
Ammophila pilimarginata är en biart som beskrevs av Cameron 1912. Ammophila pilimarginata ingår i släktet Ammophila och familjen grävsteklar. Inga underarter finns listade i Catalogue of Life.